# バベシア症

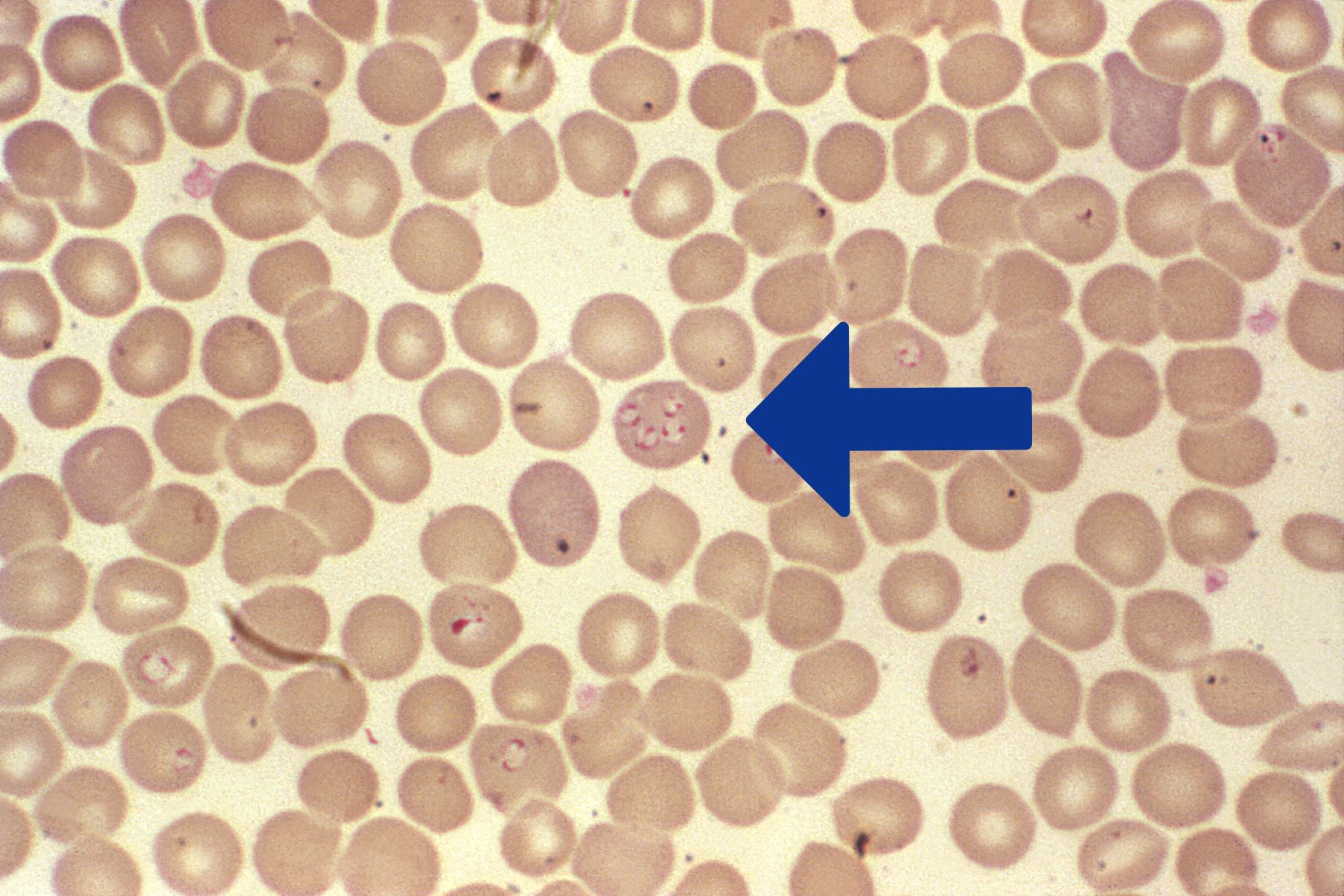
ギムザ染色を施した血液塗抹標本。赤血球内に Babesia spp. が認められる。

バベシア症（バベシアしょう、babesiosis）とは、バベシア属 Babesia の原虫感染を原因とする感染症。マダニの吸血の際に唾液を介してスポロゾイトが宿主内に侵入する。日本ではギブソン犬バベシア Babesia gibsoni および犬バベシア Babesia canis 感染による犬のバベシア症が存在する。症状は発熱と溶血性貧血を主とする。クームス試験陽性となることが多く免疫介在性溶血性貧血との鑑別が必要。確定診断は虫体の証明によってなされ、ライトギムザ染色あるいはギムザ染色などが用いられる。虫体は1.0×3.2µmのリング状。治療にはジミナゼン、イミドカルブ、フェミジン、トリパンブルーなどの投与。予防にはマダニとの接触を避けることが最も有効である。